# Сарбени (Телеорман)
Сарбени (рум. Sârbeni) насеље је у Румунији у округу Телеорман у општини Сарбени. Oпштина се налази на надморској висини од 142 m.

## Име
Место се још назива и Sarbenii de Jos (Доњи Србени), и део је општине Сарбени.

## Становништво
Према подацима из 2002. године у насељу је живело 1789 становника, од којих су сви румунске националности.

### Хронологија
| Година       | 1992 | 1993 | 1994 | 1995 | 1996 | 1997 | 1998 | 1999 | 2000 | 2001 | 2002 | 2003 | 2004 | 2005 | 2006 | 2007 | 2008 | 2009 | 2010 | 2011 | 2012 | 2013 | 2014 | 2015 | 2016 | 2017 |
| ------------ | ---- | ---- | ---- | ---- | ---- | ---- | ---- | ---- | ---- | ---- | ---- | ---- | ---- | ---- | ---- | ---- | ---- | ---- | ---- | ---- | ---- | ---- | ---- | ---- | ---- | ---- |
| Становништво | 2205 | 2140 | 2093 | 2045 | 2013 | 1970 | 1908 | 1869 | 1823 | 1790 | 1751 | 1720 | 1680 | 1651 | 1626 | 1606 | 1591 | 1559 | 1524 | 1508 | 1496 | 1469 | 1450 | 1434 | 1419 | 1393 |